# Dragobia
Dragobia – wieś położona w południowo-wschodniej części Albanii w gminie Margegaj. Wieś znajduje się 124 kilometrów od stolicy państwa, Tirany.